# Kampischer Hof
Kampischer Hof ist der Name eines unter Denkmalschutz stehenden Gebäudekomplexes im Stadtgebiet Altstadt der Stadt Stralsund. Er befindet sich in der Mühlenstraße (Nr. 23).

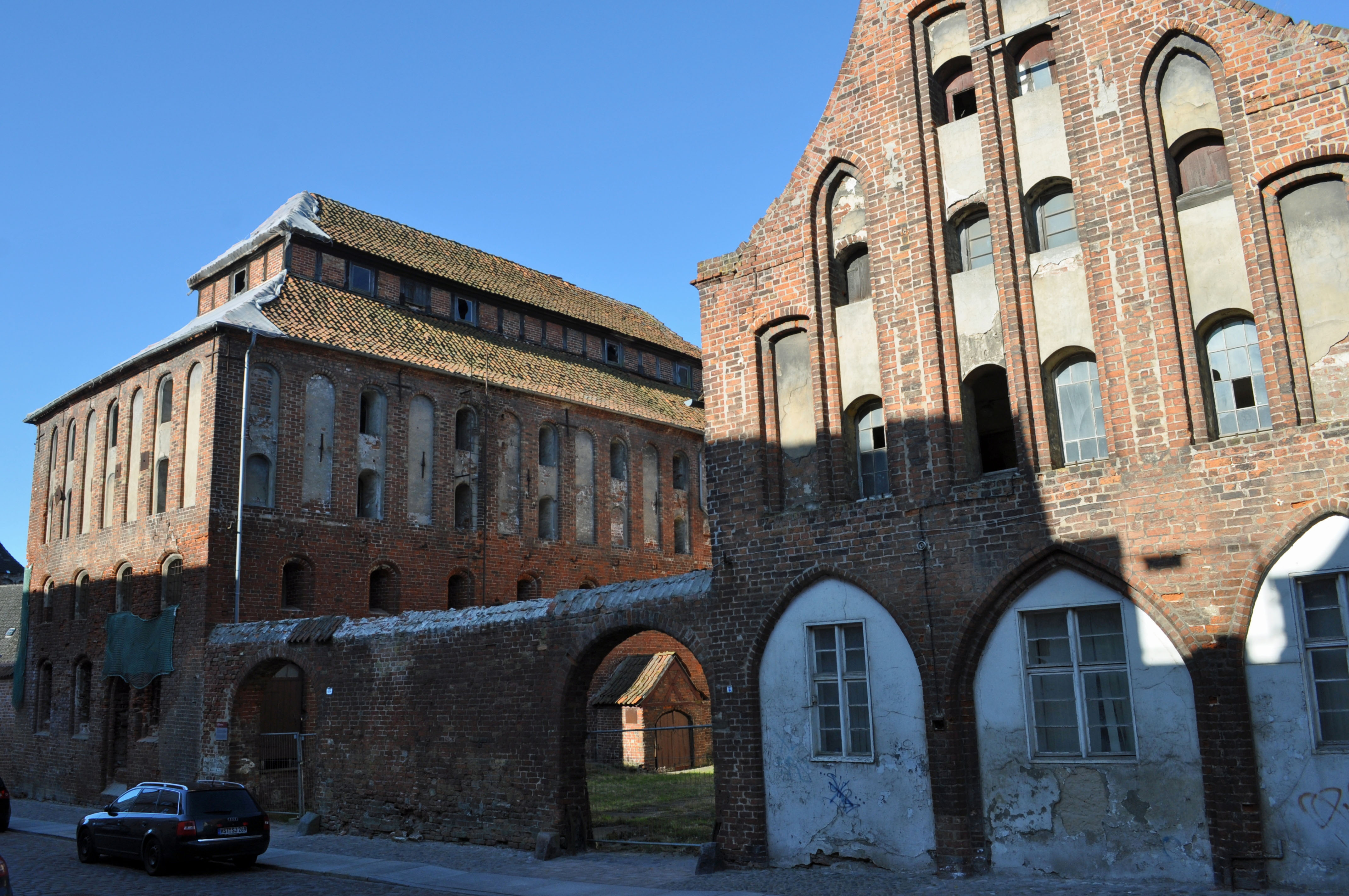
Kampischer Hof (2012)

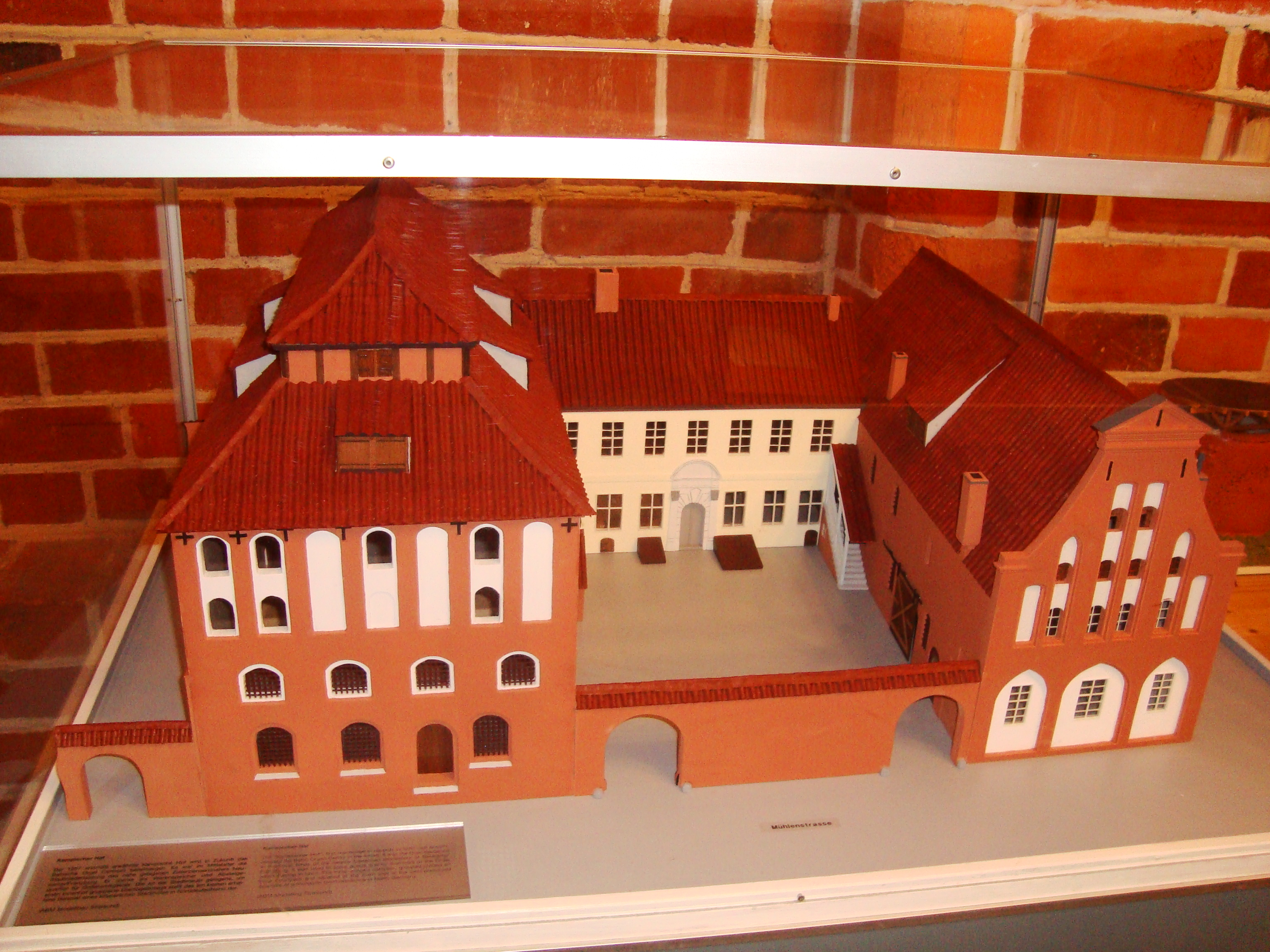
Modell des Kampischen Hofes im Dielenhaus in der Mühlenstraße 3.

## Geschichte
Der Kampische Hof diente als mittelalterliche Stadtniederlassung des Klosters Neuenkamp, von dem der Gebäudekomplex seinen Namen erhielt. Das Grundstück kam 1257 in den Besitz der Zisterziensermönche, die seit 1233 in ihrem Kloster nahe Stralsund lebten. Die Mönche errichteten einen Hof, der ihnen als Warenspeicher und als Unterkunft bei Reisen in die Stadt diente. Infolge der Aufhebung von Kloster Neuenkamp siedelte dessen letzter Abt Johann Molner im Sommer 1535 in den Kampischen Hof über und wohnte dort bis zu seiner Ausweisung, Ende des Jahres. Nach der Reformation kam der Kampische Hof zunächst in den Besitz der pommerschen Herzöge, später in den Besitz der Stadt. Diese vermietete den Komplex an die schwedischen Landesherren. Nach 1945 wurde das Gebäude als Lager genutzt. Nach 1990 war vorgesehen, den Kampischen Hof als Domizil des Baltischen Orgel-Centrums (BOC) herzurichten. Dazu bedarf es allerdings einer kompletten Sanierung.
Im Kern stammt der um einen Innenhof angelegte dreiflüglige Komplex noch aus dem 13. Jahrhundert. Das Quergebäude steht mit seiner Rückwand auf der Stralsunder Stadtmauer zum Knieperteich hin. Die verputzte barocke Fassade dieses Gebäudeteils sowie das Rundbogenportal stammen aus einer im 18. Jahrhundert durchgeführten Umbaumaßnahme.
Die beiden Flügelbauten mit Backsteinfassade dagegen sind noch weitgehend in ihrer mittelalterlichen Form erhalten. Der Nordflügel ist zweigeschossig angelegt und diente als Wirtschafts- und Gästehaus. Sein zur Mühlenstraße gewandter Giebel erhielt im 17. Jahrhundert einen veränderten Umriss. 1721 wurde die innere Holzkonstruktion erneuert.
Der viergeschossige Südflügel diente als Speicher. Seine oberen Geschosse wurden im Barock durch übergreifende Rundbogenblenden zusammengefasst, auch wurde auf seinem Walmdach ein zurückspringender Fachwerkaufbau errichtet. Der Keller des Südflügels weist ein Kreuzrippengewölbe auf, das aus dem 14. Jahrhundert stammt. Anhand der verwendeten verschiedenen Steinsorten und Verfugungen werden Untersuchungen zum Langzeitverhalten der Steine durchgeführt.
Der Kampische Hof liegt im Kerngebiet des von der UNESCO als Weltkulturerbe anerkannten Stadtgebietes des Kulturgutes „Historische Altstädte Stralsund und Wismar“.